# Фінансова криза в Росії (2008—2010)

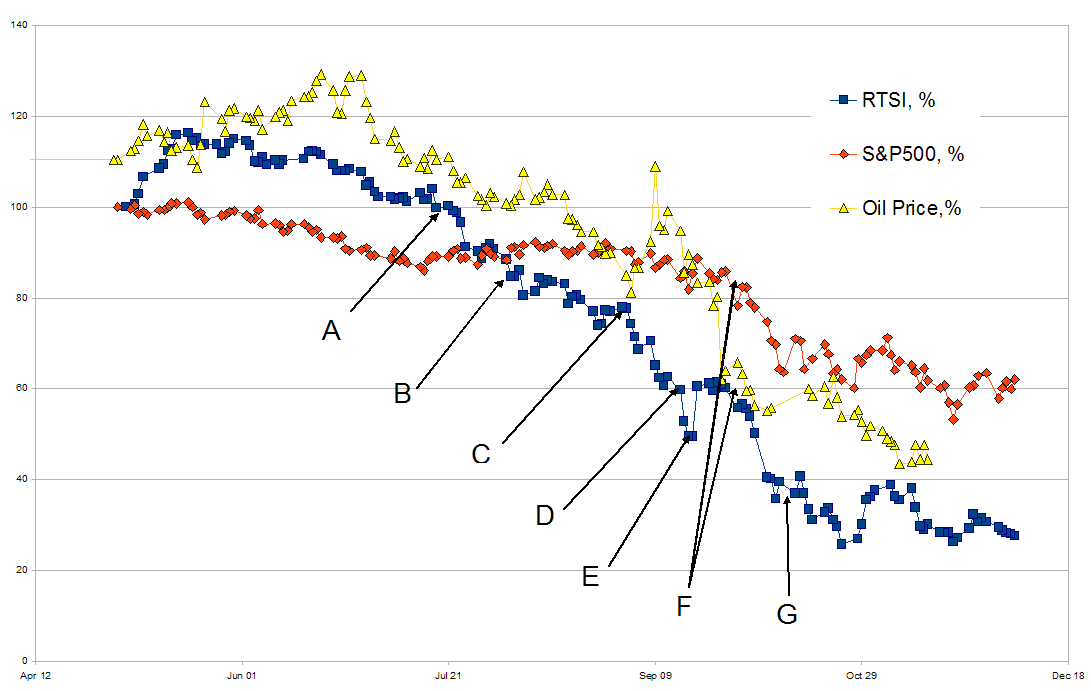
Індекс РТС в порівнянні з S&P 500 та цінами на сиру нафту. Всі ціни у відсотках в порівнянні з 1 травня 2008 року. A — Володимир Путін критикує Мечел; B — початок війни у Південній Осетії; C — визнання РФ незалежності Абхазії та Південної Осетії; D — Олексій Кудрін заявляє, що «системна криза» відсутня; Е — пакет заходів з порятунку основних банків; F — глобальна фінансова криза жовтня 2008 року; G — Президент Дмитро Меведєв оголошує додаткове фінансування підтримки фінансової системи

Фінансова криза в Росії 2008 року — фінансова криза, що відбувається на ринках Російської Федерації після поєднання невпевненості через глобальну банківську кризу та побоювань через війну у Південній Осетії так і через відновлення ризиків державного втручання у справи стратегічних підприємств. Економіка Росії істотно залежить від цін на енергоносії, особливо цін на нафту, яка знизилась більше ніж на половину від рекордного показника 147 USD 11 червня 2008.
В листопаді 2008 року, були повідомлення про те, що торги акціями російських підприємств поступово переносились в Лондон через ГДР під час частих зупинок торгів в Москві, що вимагались правилами регулятора з метою пониження коливань на все більш неліквідному фондовому ринку Москви.